# Ipiguá (ort)
Ipiguá är en ort i Brasilien.   Den ligger i kommunen Ipiguá och delstaten São Paulo, i den sydöstra delen av landet, 600 km söder om huvudstaden Brasília. Ipiguá ligger 513 meter över havet och antalet invånare är 4 463.
Terrängen runt Ipiguá är platt. Runt Ipiguá är det mycket tätbefolkat, med 1 411 invånare per kvadratkilometer.. Närmaste större samhälle är São José do Rio Preto, 18,1 km söder om Ipiguá.
Omgivningarna runt Ipiguá är en mosaik av jordbruksmark och naturlig växtlighet.